# Église de Tyrväntö
L'église de Tyrväntö (en finnois : Tyrvännön kirkko) est une église luthérienne située à Tyrväntö dans la commune d'Hattula en Finlande.

## Description
Conçue par Matti Åkerblom, l'église en bois est inaugurée en 1803.
L'église est rénovée en 1902 par Henrik Reinhold Helin. 
Le clocher date de cette époque ainsi que l'aspect extérieur de style Art nouveau.
Des restaurations mineures sont opérées en 1947 par Kauno Kallio et en 1992 par Eero Raatikainen.
Le retable, peint en  1853 par Emilia Boije, représente "Le Christ priant au jardin des oliviers" et s'inspire d'une œuvre de Robert Wilhelm Ekman.